# 阿尔代什河畔圣马丹
阿尔代什河畔圣马丹（法語：Saint-Martin-d'Ardèche，法語發音：[sɛ̃ maʁtɛ̃ daʁdɛʃ]），或纯音译作圣马丹达尔代什，是法国阿尔代什省的一个市镇，属于普里瓦区。该市镇2009年时的人口为979人。

## 人口
阿尔代什河畔圣马丹人口变化图示
| 数据来源：INSEE |